# Stuart Russell
Pour les articles homonymes, voir Stuart Russell (homme politique) et Russell.
Stuart Jonathan Russell (né en 1962) est un informaticien connu pour sa contribution à l'intelligence artificielle.

## Biographie

### Jeunesse
Stuart Russell est né à Portsmouth en Angleterre. Il a reçu un diplôme Bachelor of Arts en finissant premier de sa promotion, avec les honneurs en physique à Wadham College (Oxford) en 1982, et son Ph.D. en informatique à l'université Stanford en 1986. Il a ensuite rejoint l'université de Californie, où il est actuellement professeur d'informatique. Il détient également une nomination comme professeur adjoint de chirurgie neurologique à l'université de Californie, où il poursuit des recherches en physiologie informatique et en surveillance d'unité de soins intensifs.

### Carrière
Stuart Russell a été co-lauréat, en 1995, d'un IJCAI Computers and Thought Award, le premier prix international en intelligence artificielle pour les chercheurs de moins de 35 ans. En 2003 il a été intronisé en tant que « compagnon » dans l'Association for Computing Machinery et en 2011 il devient un compagnon de l'Association américaine pour l'avancement des sciences.
En 2005 il est récompensé par le ACM Karl V. Karlstrom Outstanding Educator Award. En 2012, il est lauréat de la chaire internationale de Recherche Blaise Pascal, attribué à « des scientifiques étrangers de renommée internationale dans toutes les disciplines », ainsi que de la chaire d'excellence de l'Agence nationale de la recherche.
Au côté de Peter Norvig, il est l'auteur de Artificial Intelligence: A Modern Approach. Il est membre du conseil consultatif scientifique pour le Future of Life Institute et du conseil consultatif du Centre pour l'étude des risques existentiels.

## Publications
- (en) Stuart J. Russell et Peter Norvig, Artificial Intelligence : A Modern Approach, Upper Saddle River, Prentice Hall, 2010, 3e éd., 1132 p. (ISBN 978-0-13-604259-4, lire en ligne)
- (en) Stuart J. Russell, Max Tegmark, Stephen Hawking et Frank Wilczek, Transcending Complacency on Superintelligent Machines, Huffington Post, 2014 (lire en ligne)